# Evita (Musical)
Das Musical Evita erzählt die Geschichte der argentinischen Präsidentengattin Eva Perón (1919–1952). Andrew Lloyd Webber (Musik) und Tim Rice (Libretto) begannen ihre Arbeit an dem Werk 1974. Es war ihre erste Zusammenarbeit seit dem Abschluss der Arbeiten für Jesus Christ Superstar 1971.

## Das Musical
1976 wurde die erste Aufnahme von Evita veröffentlicht, ein Doppelalbum auf LP unter dem Label MCA Records. In den Hauptrollen sangen Julie Covington als Evita, Colm Wilkinson als Che und Paul Jones als Juan Domingo Perón. Das Album und die Singleauskopplung Don’t Cry for Me Argentina waren ein großer Erfolg und landeten in vielen Ländern auf Platz 1 der Hitparaden. Dieses Studioalbum wurde von April bis September 1976 in den Olympic Studios in Barnes, London, England aufgenommen.

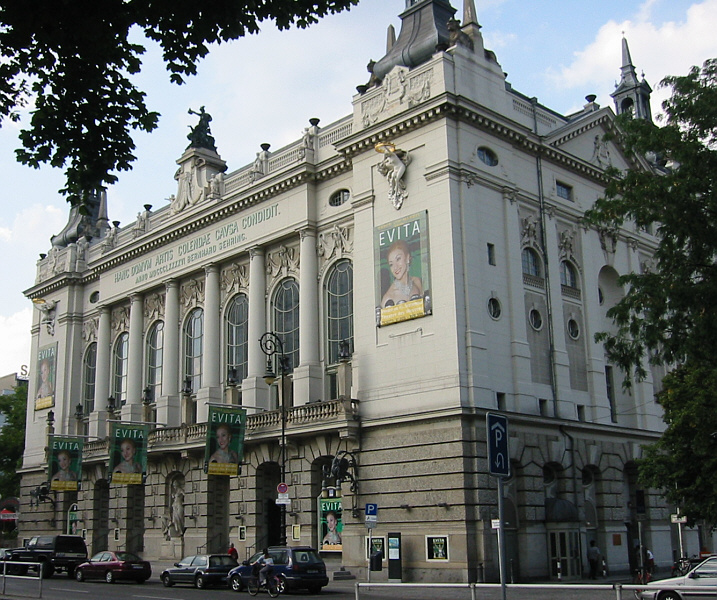
Evita im Berliner Theater des Westens

Am 21. Juni 1978 wurde das Musical im Prince Edward Theatre in London uraufgeführt. Regie führte Harold Prince, und Larry Fuller übernahm die Koordination der Choreographie, die von Tim O’Brien und Tazeena Firth entworfen worden war. Die Rolle der Eva Perón wurde bei der Uraufführung von Elaine Paige gespielt, David Essex interpretierte Che, und Joss Ackland bekleidete die Rolle des Juan Domingo Perón. Die Londoner Aufführung des Werkes gewann viele Auszeichnungen, so beispielsweise den Preis der Gesellschaft des West End Theatres für das beste Musical 1978. Außerdem erhielt Elaine Paige den Preis für die beste Aufführung. Fast ein Jahr später, am 8. Mai 1979, fand die amerikanische Premiere in Los Angeles im Dorothy Chandler Pavilion statt. Die deutschsprachige Erstaufführung in der Übersetzung von Michael Kunze fand am Tag der Inauguration des US-Präsidenten Ronald Reagan, am Dienstag, dem 20. Januar 1981, im Theater an der Wien statt. In der Rolle der Eva Perón war Isabel Weicken zu sehen, Reinhard Glemnitz gab den Juan Perón und Alexander Goebel spielte Che.
Am 19. Mai 1986 wurde im Theater Oberhausen die deutsche Premiere des Musicals gefeiert. Olivia Molina, alternierend Elfi Gerhards als Evita, Günther Pirow als Peron und Jan Vacik als Che. Regie führte der damalige Intendant Fritzdieter Gerhards. Das Musical wurde über zwei Spielzeiten aufgeführt.
Eine weitere bekannte deutschsprachige Fassung mit Susanne Dengler als Evita startete am 1. Februar 1997 im Schillertheater NRW im Musiktheater Gelsenkirchen und lief bis 1999. Dengler gab 2006 eine Reprise in Annaberg-Buchholz. Im März 2012 startete eine erneute Broadway-Inszenierung im Marquis Theater am Times Square in New York. In den Hauptrollen singen und spielen Ricky Martin und Elena Rogers.

## Handlung
Das Musical schildert das Leben der „Evita“ genannten Maria Eva Duarte de Perón. Zweite Hauptperson ist Che (dt. „Bursche“ oder „Junge“), ein Vertreter des argentinischen Volkes (Titel der einzelnen Songs in Klammern).
1. Akt:
Das Musical beginnt am 26. Juli 1952 in Buenos Aires. Ein junger argentinischer Student, Che, besucht eine Kinovorstellung. Der laufende Film wird durch die Ankündigung unterbrochen, dass Eva Perón, „die geistige Führerin der Nation an diesem Tag um 20.25 Uhr in die Unsterblichkeit eingegangen ist“ (Ein Kino in Buenos Aires, 26. Juli 1952). Die Zuschauer sind erschüttert (Requiem für Evita). Che ist als einziger ein Außenstehender. Zynisch beschreibt er die Trauer, die Argentinien durch den Tod Evitas gepackt hat (Was für ein Zirkus).
Evita blickt auf ihr Leben zurück (Wein’ nicht um mich Argentinien – in neueren deutschen Inszenierungen an dieser Stelle auch oft auf Spanisch gesungen: No llores por mi Argentina).
Che führt die Zuschauer zurück in das Jahr 1935 nach Junín, Evas Heimatstadt. Als Fünfzehnjährige trifft Eva dort den Tangosänger Agustín Magaldi (Diese Nacht ist so sternenklar) und hat ihre erste Liebesaffäre mit ihm. Sie erpresst Magaldi, sie mit nach Buenos Aires zu nehmen (Eva, geh nicht in die Großstadt).
Bei ihrer Ankunft erzählt Eva von ihren Hoffnungen und Ambitionen (Buenos Aires). Nachdem sie erkannt hat, dass Magaldi verheiratet ist und ein Kind hat, verlässt sie ihn. Che erzählt, dass Eva danach viele Liebhaber hat. Jeder einzelne von ihnen hilft ihr einen Schritt weiter auf der Leiter, die zu Ruhm und Reichtum führte (Adios und Danke). Mit ihrer Schönheit und Gewandtheit wird sie Model, Radio-Star und Schauspielerin. Che deutet an, dass sich die Politik in Argentinien und Evas Karriere bald verbinden werden (The Lady’s Got Potential – in Inszenierungen ab 1976 wird dieser Song üblicherweise durch das nächste Lied ersetzt). Zur gleichen Zeit bekämpft Colonel Juan Domingo Perón Mitglieder seiner politischen Partei, um selbst an die Spitze zu kommen (Das Handwerk des Möglichen).
Beim Besuch eines Wohltätigkeitskonzerts für die Opfer eines Erdbebens in San Juan trifft Eva Magaldi erneut. Juan Perón spricht zu der Menge. Als er die Bühne verlässt, trifft er Eva. Bei einem geheimen Rendezvous nach dem Konzert erkennen beide, dass sie sich gegenseitig nützlich sein können (Ich wäre wirklich gut für dich).
Von diesem Moment an hat Eva auch politische Ambitionen. Sie wirft Peróns Geliebte aus dessen Wohnung (Du nimmst den Koffer wieder in die Hand) und tritt in sein Leben.
Eva steigt mit Perón in die höheren gesellschaftlichen Kreise Argentiniens auf. Che zeigt die Verachtung der Feudalaristokratie für Eva und den männlichen Chauvinismus der argentinischen Militärs. Beide Gruppen werden bis zu ihrem Tod gegen sie arbeiten (Fort mit dem Weib). Mit Unterstützung der Arbeiter und Bauern, deren Loyalität Eva und Perón schon lange durch intensive Kontakte mit den Gewerkschaften gepflegt haben, werde es gelingen, dass Perón zum Präsidenten gewählt wird (Wach auf Argentinien).
2. Akt:
Perón hat bei seinem Kampf um die Präsidentschaft einen Sieg errungen. 1946 steht er auf dem Balkon der Casa Rosada und spricht zu seinen „Descamisados“ (die Hemdlosen) genannten Anhängern. Danach wendet sich Evita an die Menge. Sie blickt auf ihr bisheriges Leben und auf ihren Aufstieg zu Ruhm und Macht zurück und bittet das Volk bzw. das Land, weiter an ihre Liebe zu Argentinien zu glauben (Wein’ nicht um mich Argentinien).
Bei dem Ball zur Amtseinführung tanzt Eva mit dem gewählten Präsidenten Perón. Che erzählt von dem Preis des Ruhms (Jung, schön und geliebt).
Um die Bürger Argentiniens zu beeindrucken und den Peronismus zu fördern, beschließt Eva, ihr Image müsse glamouröser werden. Sie bereitet eine Tour durch Europa vor und lässt sich von Modespezialisten beraten. Erfolg und Misserfolg der Regenbogentour von 1946 sind historisch belegt: Die Spanier bewundern sie, die Italiener vergleichen sie mit Mussolini, die Franzosen sind unbeeindruckt, die Engländer brüskieren sie durch eine Einladung in ein Landhaus anstatt in den Buckingham Palace (Regenbogen-Tour).
Nach ihrer Rückkehr aus Europa trotzt Eva der wachsenden Kritik der Oberschicht Argentiniens (Ich spiele meine Rolle nicht wie’s euch gefällt). Che erinnert sie daran, den Menschen in Not zu helfen – so wie sie es versprochen hat. Sie gründet die „Eva-Perón-Stiftung“. Che beschreibt den Widerspruch zwischen Evas Wohltätigkeitsarbeit und den Methoden, Geld zu beschaffen (Spendengelder fließen). Evitas ergebene Anhänger sehen sie als moderne Heilige (Santa Evita).
In anderen Gesellschaftskreisen wächst die Kritik an der Präsidentengattin. Evita strebt zur Absicherung ihrer Position die Vizepräsidentschaft des Landes an, die Generäle verhindern das aber. Perón verteidigt sie und enthüllt, dass Evitas Gesundheit angeschlagen ist (Ein strahlender, heller Stern – Wie ein Diamant).
Evita und Che diskutieren die Handlungen Evitas (Walzer für Evita und Che). Che ist enttäuscht wegen Evitas selbstsüchtigen Verhaltens. Eva erwidert, dass die Lösung der Probleme der Welt keinen Ruhm bringt. Sie besteht darauf, weiterzumachen, obwohl ihre Gesundheit schwindet.
Am Ende ihres Lebens versteht Eva, dass Perón sie um ihrer selbst willen liebt und nicht wegen der Dinge, die sie für ihn und seine Karriere tut. Sie erkennt, dass sie nicht mehr lange leben wird, und schwört ewige Liebe zu den Argentiniern (Evas letzte Rundfunkansprache). Vor ihrem geistigen Auge sieht Eva, was sie in ihrem Leben erreicht hat; sie bittet um Vergebung, dass sie den Ruhm einem langen Leben und dem Erziehen von Kindern vorgezogen hat (Lament – Wehklage).
Eva stirbt und ihr Körper wird einbalsamiert. Che erzählt, dass ein Mausoleum für Eva errichtet werden sollte, jedoch nur der Sockel gebaut wurde. Die Leiche Evitas wird außer Landes gebracht und bleibt 17 Jahre lang verschwunden.

## Verfilmung
Siehe Hauptartikel: Evita
Alan Parkers Verfilmung des Musicals mit Madonna in der Titelrolle hatte 1996 ebenso wie das Bühnenstück großen Erfolg – genau wie der gleichnamige Soundtrack (siehe Evita (Soundtrack)), der unter anderem den Oscar für den besten Filmsong (You Must Love Me) 1997 erhielt.

## Nachweise
1. ↑   Broadway-Inszenierung 2012 (Memento vom 14. Januar 2014 im Internet Archive)